# دمزآباد
دمزآباد یکی از روستاهای ورامین است که به فاصله ۸ کیلومتری این شهر و در جاده چرمشهر و در جوار روستاهای آبباریک و جعفر اباد جنگل قرار دارد حرفه اصلی مردم کشاورزی و دامداری می‌باشد .تعداد زیادی دامداری در جوار این روستا قرار دارد.
در این روستا بیش از ۲۰۰ خانوار سکونت دارند و جمعیت روستا بالغ بر۲۰۰۰ نفر می‌باشد .علاوه بر آن در این روستا تعداد زیادی مردم افغان نیز ساکن می‌باشند که عمدتاً به عنوان کارگر در دامداری‌ها مشغول فعالیت هستند.
این روستا داری دو باب مدرسه در مقطع ابتدایی و نوبت اول دبیرستان(دختران)، ۲۰ باب مغازه، یک مسجد با نام صاحب الامر و یک خانه بهداشت می‌باشد. همچنین این روستا دارای آب لوله کشی، گاز و برق است. اب این روستا کمی شور است و مردم از موتور آب استفاده میکنند